# Гаплогруппа J2 (Y-ДНК)
Y-ДНК гаплогруппа J2 определяется мутацией в SNP маркере M172.
Гаплогруппа J2 происходит от мутации гаплогруппы J, произошедшей у мужчины, жившего около 31 600 лет назад. Гаплогруппа J2 делится на две подгруппы: J2a-M410 и J2b-M102 (исходя из базы данных YFull, возраст обеих около 27 700 лет). По мужской линии определена гаплогруппа J2a, субклад SK1313. Данный субклад является древнейшим из найденных на Кавказе, и был обнаружен у образца у мезолитического охотника из карстового грота Котиас Клде в Западной Грузии, который жил почти 10 тысяч лет назад.

## Палеогенетика
Эта гаплогруппа — одна из древнейших по времени обитания в Европе. Представители гаплогруппы J2, вероятно, составляли значительную часть населения мезолитических ближневосточных культур, которые считаются первооткрывателями сельского хозяйства (см. неолитическая революция). В частности, гаплогруппа J2-M172 определена у анатолийских земледельцев из Халлан-Чеми и Чайоню. Вариант J2a (M410) был распространён как в Анатолии, так и западнее: на Пелопоннесе и Крите. Эта гаплогруппа определяется у древних греков и финикийцев. В начале нашей эры, вероятно, распространялась с римскими легионерами.

### Примеры древних носителей
- J2a определили у мезолитического охотника из карстового грота на западе Грузии, жившего 9529—9895 лет назад[7].
- J2-М172 определили у представителей культуры линейно-ленточной керамики (Венгрия), 5600—4900 лет до н. э.
- J2 определили у обитателя иранской пещеры Хоту[англ.], жившего 6218—6034 лет до нашей эры[8].
- Сопотская культура (прото-Лендьель) (Alsónyék-elkerülő [ALE14], Венгрия), 5000—4910 лет до н. э., — J2-M172.
- J2a определили у представителя майкопской культуры[9].
- J2a2 и J2a1a определены у представителей культуры кардиальной керамики из Ripabianca di Monterado (Италия)[10].
- J2a1-YSC0000253 определили у образца DA381 (5350—5150 л. н.) из Туркмении[11].
- J2a7-Z2397 (J2a-PF5252) определили у образца LSC002/004 (Grotta La Sassa, 2840—2575 лет до н. э.), J2a-M410 (J2a7-Z2397) — у образца LSC011 (Grotta La Sassa, 2837—2498 лет до н. э., Италия)[12].
- J2a-M410 определили у темнокожего и кареглазого жителя (Kou01) греческого острова Куфонисия эпохи ранней бронзы (Early Cycladic, 2464—2349 лет до н. э.)[13].
- J2b1-M205>J2b1a~-Y22075>J-FTA1458*[14] определили у образца I1730 (4507—4246 л. н.) из Айн-Гхасала (ранненеолитическое поселение культуры докерамического неолита B) в Иордании[15].
- J2a1 (PF5197>PF5172>PF5169>PF5174>PF5177>PF5252*) определили у образца I4159 (Bustan_BA, Iran / Turan, 1600—1300 лет до н. э., Бактрийско-Маргианский археологический комплекс)[16].
- J2a1 определили у трёх минойских образцов[17].
- J2a1 (PF5197>PF5172>PF5169>PF5174>Z7308) определили у образца I5396 (долина Сват, Katelai, 904—817) в Пакистане[18].
- J2a1 определили у одного протестированного микенского образца[19].
- J2a1 определили у жившего примерно 1110—1270 лет назад представителя культуры поздней бронзы Кыятице (Kyjatice Culture) из венгерского местонахождения Ludas-Varjú-dűlő[20].
- Три J2 найдено на месте захоронения меровингов (романо-франкский переходный период)[21].

Филогенетическое дерево по номенклатуре YCC 2008

- J2b определили у представителя куро-араксской культуры[9].
- J2b2a-L283>CTS6190 определили у этруска (образец R473, 700—600 лет до н. э.)[22])[10].
- J2b2a1a1a1b2~-Y86930 определили у иллирийцев раннего железного века Хорватии (2765—2599 л. н.)[23].
- J2b2a1a1a1b~-Y15058 определили у представителя латенской культуры I4998 (Hungary_IA_LaTene_o, 2250 л. н.) из Венгрии[23].
- J2a определили у одного из представителей ранних авар, J2b2a1-L283 определили у представителя элиты поздних авар. J2a1a1b2a1a2a-SK1382, J2a1a1b2a1b1-L70, J2a1a1b2a2~-Y7010 определили у средних авар, J2a1a1b2a1b1b~-Z423 и J2b2a1a1a1a1a1-Y21878 определили у ранне-средних авар[24][25].
- J2a1-L26>J-Y7010 определили у образца I15543 (X век) из Timacum Minus (Равна, Кулине) из Сербии[26].
- J2b1-M205>J2b1a~-Y22075 определили у образца BEL024 из славянского кургана № 96 (X—XI века) близ деревни Студёнка (Быховский район, Могилёвская область, Белоруссия)[27].

## Распространение
(Частоты J2 (включая все субклады): Северный Кавказ, Абхазия, Азербайджан, Армения, Восточный Туркестан, Узбекистан, Ливан, Мальта, Турция, Албания, Италия, Греция, Иран, Грузия, Македония, Сербия, Черногория, Белоруссия, Россия (Кабардино-Балкария, Карачаево-Черкесия, Адыгея, Краснодарский край, Ингушетия, Чечня), Венгрия и т. д.
Частоты J2-M172 в некоторых русских областях из публикации Fechner et al. (2008)

## Восточная Европа
Белоруссия — 2,65 %
Восточное Полесье — 4,17 %, Север — 3,96 %, Западное Полесье — 3,31 %, Восток — 2,33 %, Запад — 1,37 %

#### Распространение на Северном Кавказе и в Крыму
Основные представители гаплогруппы J2 на Северном Кавказе — чеченцы (56 %), ингуши (88 %).
Гаплогруппа J2-M172 широко представлена среди крымских татар.

#### Поволжье
У волго-уральских татар J2a + J2b составляет 12,8 % от общего числа протестированных. У татар широко распространена во всех исторических регионах, но наибольших концентраций достигает в Мещере: мишари — 26,4 %, Горная сторона и Заказанье — 8,8 %, восточные районы (Вост. Закамье, Вост. Предкамье, РБ) — 9,0 %
Также значительно распространена у чувашей и мордвы (в основном у мокшан).

## Публикации
- Kushniarevich A, Sivitskaya L, Danilenko N, et al. Uniparental genetic heritage of belarusians: encounter of rare middle eastern matrilineages with a central European mitochondrial DNA pool (англ.). PLOS One (13 июня 2013).